# Từ Thanh Thuận
Từ Thanh Thuận (15/07/1992) quê xã Đông Hoà Hiệp, huyện Cái Bè, tỉnh Tiền Giang, là thành viên của Đội tuyển bóng chuyền Nam Quốc gia Việt Nam từ 2014 - nay. Từ Thanh Thuận cao 1m93 và có sức bật lên tới 3m52, tầm chắn là 3m40. Anh hiện đang chơi cho câu lạc bộ Sanest Khánh Hòa - nhà đương kim vô địch của Giải bóng chuyền vô địch quốc gia Việt Nam 2023. Anh là trụ cột của ĐTQG.

## Câu lạc bộ
- Maseco Thành phố Hồ Chí Minh
- XSKT Vĩnh Long (2008 - 2015)
- Sanest Khánh Hòa (2016 - nay)

## Tiểu sử
Từ một cậu bé không biết gì về bóng chuyền, tình cờ năm lớp 11 được HLV Trần Văn Sơn phát hiện và đào tạo. Trải qua nhiều khó khăn nhưng nhờ có ý thức và sự cố gắng vượt bậc trong chuyên môn Từ Thanh Thuận đã thật sự toả sáng trở thành chủ công số 1 của Đội tuyển bóng chuyền nam quốc gia Việt Nam ở thời điểm hiện tại. Từng hai lần giúp bóng chuyền nam Việt Nam giành HCĐ SEA Games 27, HCB SEA Games 28 và gần đây nhất là HCĐ SEA Games 29.

## Sự nghiệp
Xuất thân từ câu lạc bộ XSKT Vĩnh Long và từng giúp đội bóng Vĩnh Long VĐQG vào năm 2014. Từ Thanh Thuận nổi lên như "thùng thuốc pháo" của bóng chuyền Việt Nam. Đầu năm 2016, Từ Thanh Thuận hết hợp đồng với XSKT Vĩnh Long chính thức khoác áo cùng CLB Sanest Khánh Hòa.